# Шовкопляс, Елизавета Ивановна
Елизавета Ивановна Шовкопляс (1902, Протопоповка, Черниговская губерния — неизвестно) — украинская советская деятельница, инженер-химик, 3-й секретарь Полтавского обкома КП(б)У. Депутат Верховного Совета СССР 1—3-го созывов.

## Биография
Родилась в 1902 году в селе Протопоповка (ныне — Лесное Середино-Будского района Сумской области) в семье крестьянина-батрака. С детских лет батрачила на табачных плантациях помещиков и на разных подённых работах у зажиточных крестьян.
В 1926—1929 годах — студентка рабочего факультета. С 1929 года — студентка Московского химико-технологического института им. Д. И. Менделеева.
Член ВКП(б) с 1929 года.
После окончания института работала инженером-технологом, заместителем главного инженера на спиртовом заводе имени Микояна в городе Лохвице на Полтавщине.
В 1938—1939 годах — заведующий отделом Полтавского областного комитета КП(б)У.
В 1939—1941 годах — секретарь Полтавского областного комитета КП(б)У.
Во время Великой Отечественной войны была эвакуирована в восточные районы СССР. В 1942—1943 годах — секретарь Чкаловского областного комитета ВКП(б) по легкой промышленности.
В 1943—1952 годах — 3-й секретарь Полтавского областного комитета КП(б)У.

## Награды
- орден Трудового Красного Знамени (23.01.1948)
- медали